# Place de l'Amiral-de-Grasse
La place de l'Amiral-de-Grasse est une voie située dans le quartier de Chaillot du 16e arrondissement de Paris.

## Situation et accès
La place de l'Amiral-de-Grasse est desservie à quelque distance par la ligne 9 à la station Iéna.

## Origine du nom

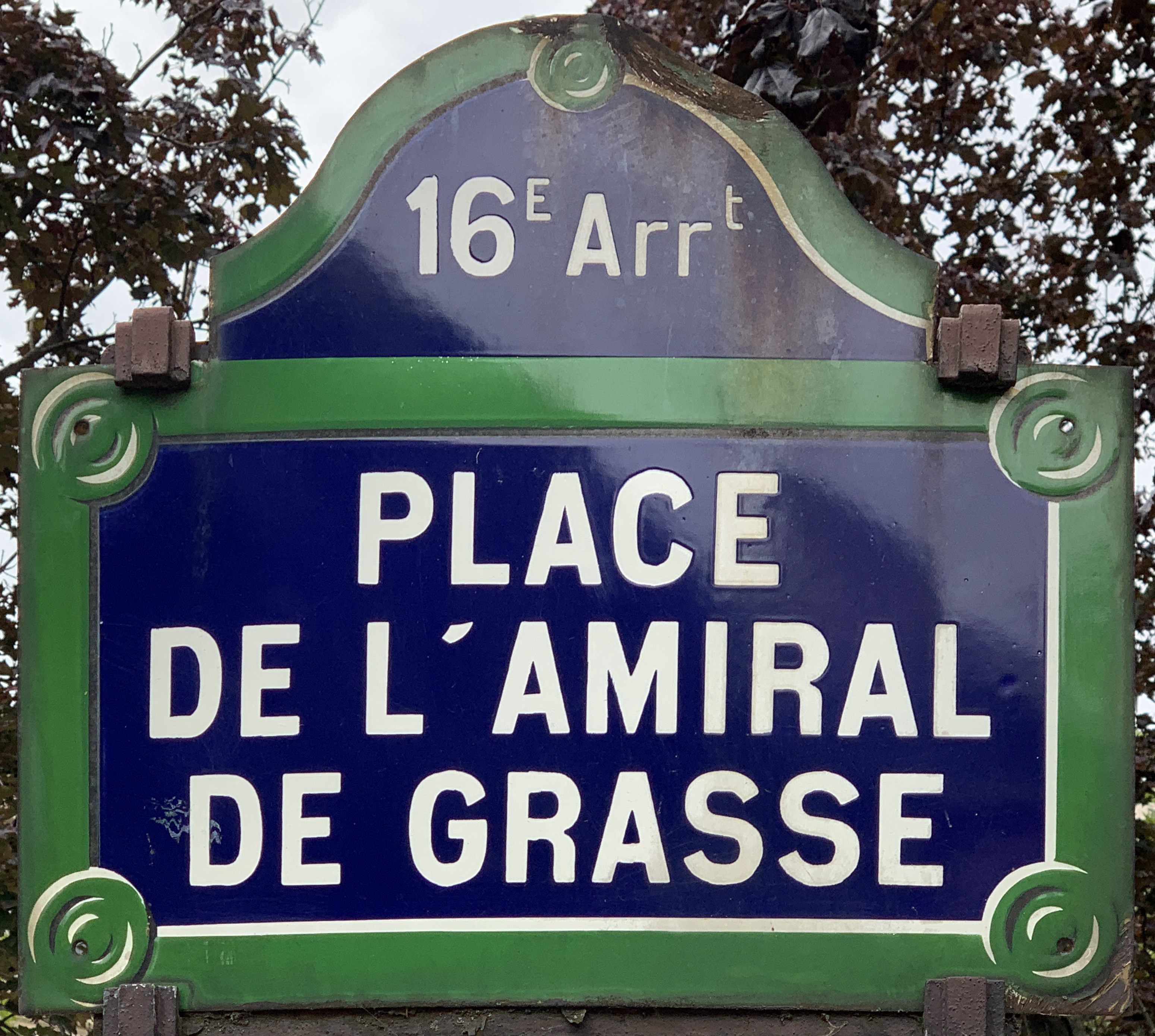
Plaque de la place.

Elle porte le nom de l'amiral François Joseph Paul de Grasse (1722-1788), qui participa à la guerre d'indépendance des États-Unis.

## Historique
La place est créée et prend sa dénomination actuelle en 1978 sur l'emprise  de la place des États-Unis.

## Bâtiments remarquables et lieux de mémoire
- Au centre de la place, sur un terre-plein, se trouve une plaque en hommage à l'amiral de Grasse. Sur celui-ci figure un médaillon représentant George Washington, l'amiral de Grasse et Jean-Baptiste de Rochambeau.

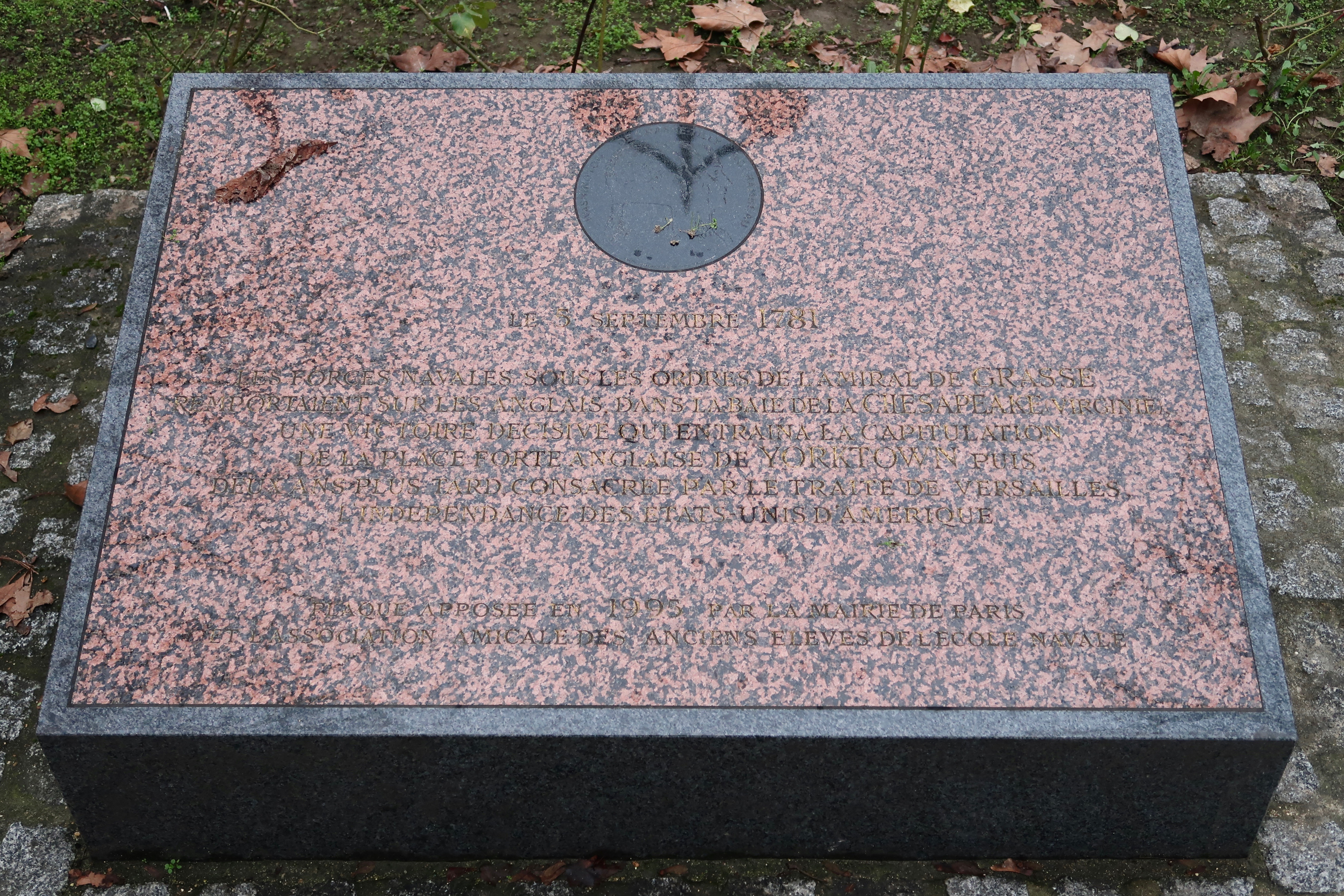
Plaque.
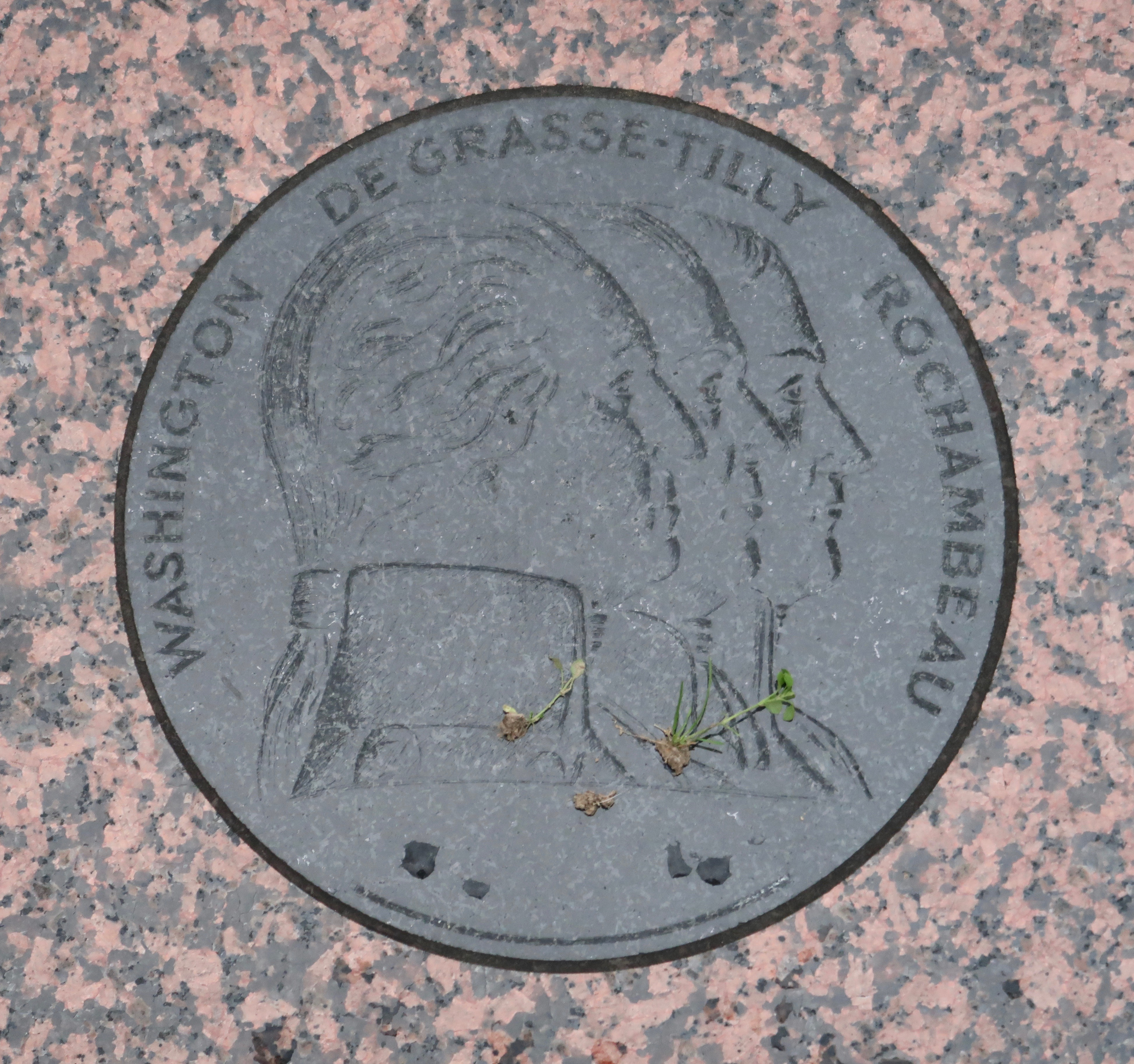
Médaillon.